# عبد العزيز بن سلمان بن عبد العزيز آل سعود
الأمير عبد العزيز بن سلمان بن عبد العزيز آل سعود (1960)، هو وزير الطاقة السعودي منذ سبتمبر 2019، والنائب السابق لوزير البترول والثروة المعدنية بالمملكة العربية السعودية، ورئيس مجلس إدارة الهيئة السعودية لتنظيم الكهرباء، ورئيس مجلس أمناء جامعة الملك عبد الله للعلوم والتقنية (كاوست) منذ 24 أبريل 2025م، والرئيس الشرفي لجمعية الاقتصاد السعودية. ورئيس مجلس أمناء جامعة الملك فهد للبترول والمعادن. وهو أحد أبناء الملك سلمان بن عبد العزيز آل سعود.

## الولادة والنشأة
ولد في عام 1960م، وهو الابن الرابع للملك سلمان بن عبد العزيز.

## التعليم
حاصل على درجة الماجستير في إدارة الأعمال في عام 1985، ودرجة البكالوريوس في علوم الإدارة الصناعية في عام 1982 من جامعة الملك فهد للبترول والمعادن.

## المناصب
- 1985: مدير إدارة الدراسات الاقتصادية والصناعية بمركز البحوث في جامعة الملك فهد للبترول والمعادن.
- 2004: عُيَّن مساعداً لوزير البترول والثروة المعدنية لشؤون البترول.[6]
- 2015: تم تعيينه نائباً لوزير البترول والثروة المعدنية بمرتبة وزير وذلك بالأمر الملكي رقم أ-86 وتاريخ 9/4/1436هـ.[7]
- 2017: عُيَّن وزيراً للدولة لشؤون الطاقة في وزارة الطاقة والصناعة والثروة المعدنية.
- 2019: عُيَّن بأمر ملكي وزيراً للطاقة في 8 سبتمبر عام 2019[8] وفي 12 ديسمبر من العام نفسه صدر أمر ملكي بتعيينه رئيسًا لمجلس إدارة هيئة تنظيم الكهرباء والإنتاج المزدوج.[3]
- 24 أبريل 2025: صدر أمر خادم الحرمين الشريفين الملك سلمان بن عبد العزيز آل سعود بتعيين الأمير عبد العزيز بن سلمان، رئيساً لمجلس أمناء جامعة الملك عبد الله للعلوم والتقنية «كاوست».[9]

## الأسرة
والدته هي الأميرة سلطانة بنت تركي بن أحمد السديري التي توفيت في يوليو 2011. وهو شقيق لفهد بن سلمان وأحمد بن سلمان، وسلطان بن سلمان، وفيصل بن سلمان وحصة بنت سلمان آل سعود.

### زوجته
- الأميرة سارة بنت خالد بن مساعد بن عبد العزيز آل سعود.[10]

### أبناؤه
- الأميرة سلطانة بنت عبد العزيز بن سلمان بن عبد العزيز آل سعود.
- الأمير سلمان بن عبد العزيز بن سلمان بن عبد العزيز آل سعود.[11]
- الأمير خالد بن عبد العزيز بن سلمان بن عبد العزيز آل سعود.

## الجوائز والتكريم
- حصل على «جائزة الموقف الأدبي» من نادي المنطقة الشرقية الأدبي عام 2025م، وذلك تقديرًا لمواقفه الأدبية والإنسانية المؤثرة.[12]